# Gardno (Wolin)
Der Gardno (deutsch Jordansee) ist ein See auf der Insel Wolin in der polnischen Woiwodschaft Westpommern. In volkstümlichen Überlieferungen wurde der See auch als „Gerdasee“, „Jördasee“ oder „Jörmssee“ bezeichnet.

## Geographie
Das Nordufer des Sees liegt etwa 300 m von der Ostseeküste entfernt, von wo es über einen Einschnitt in der Steilküste erreichbar ist. Der See befindet sich 6 km nordöstlich von Międzyzdroje (Misdroy) und knapp 3 km westlich von Wisełka (Neuendorf auf der Insel Wollin) im Nationalpark Wolin. Südlich des Sees verläuft die Droga wojewódzka 102. Das Einzugsgebiet des abflusslosen Sees in der Woliner Endmoräne hat eine Fläche von 265 ha. Im Südteil des Gardno befindet sich eine Insel.

## Geschichte
Als älteste Nachricht vom See gilt die Nennung eines „lacum Gardino“ bezeichneten Grenzortes in einer Urkunde Herzogs Bogislaw I. von Pommern aus dem Jahr 1186. Weil das Wort „gard“ im polabischen „Burg“ bedeutet, wurde hier ein slawischer Burgwall vermutet. In der näheren Umgebung des Sees wurden jedoch keine derartigen Anlagen vorgefunden. Auf der Karte der schwedischen Landesaufnahme von Vorpommern von 1692 wurde erstmals die Bezeichnung „Quebb- oder Jordansee“ verwendet. 
Der Jordansee wird in der Überlieferung mit der pommerschen Seeräuberin Stina, der Anführerin einer Woliner Freibeuterschar und Gefährtin Klaus Störtebekers, in Verbindung gebracht, die hier ihren Schlupfwinkel gehabt haben soll. Der Heimatkundler Franz Lischka weiß von Legenden zu berichten, die mit dem See verbunden sind. Eine davon erzählt die Geschichte des reichen Adligen Störtebeker, der im 14. Jahrhundert lebte, sein gesamtes Vermögen versoff und Pirat wurde. Er und seine Piratenbande überfielen die Reichen und verteilten die Beute an die Armen. Auch für sich und seine Gefährten ließ er etwas übrig. Sie versteckten ihre Schätze in den umliegenden Wäldern und auf dem Grund des Gardno und nahmen später auf einer Insel im See ein Festmahl ein. Seine Geliebte Stina erwartete ihn stets auf einem Hügel in der Nähe des heutigen Kikut-Leuchtturms bei Wisełka und hisste eine rote Flagge, um zu signalisieren, dass keine Gefahr in Sicht war. Am 22. April 1401 wurden der Pirat und seine Mannschaft von einer Hanse-Flotte unter den Hamburger Ratsherren Nikolaus Schocke und Hermann Lange vor Helgoland gefasst und zum Prozess nach Hamburg gebracht. Er wurde zum Tode durch Enthauptung verurteilt.
Nach ihrer Gefangennahme um 1401 wurde Stina von einheimischen Häschern mit ihren Gefährten im Jordansee ertränkt.
In den 1820er Jahren ließ der Oberpräsident Johann August Sack nördlich des Jordansees eine Heringspackerei errichten, wo die von den Fischern abgelieferten Heringsfänge verarbeitet und als Salzheringe über Swinemünde versandt wurden. Später wurde in der Nähe eine Zementfabrik in Betrieb genommen, die ihr Wasser über eine Rohrleitung aus dem Jordansee bezog. 1877 wurde die Zementproduktion nach Recherchen des Heimatforschers Erwin Rosenthal eingestellt. Die Villa des früheren Fabrikbesitzers wurde als Forsthaus genutzt.
Der inmitten eines Waldgebiets gelegene Jordansee war Thema zahlreicher Sagen und galt im 19. Jahrhundert als Anziehungspunkt für Romantiker. Um die Mitte des Jahrhunderts wurde er durch das Anlegen von Wegen für Ausflügler und Touristen erschlossen. Theodor Fontane, der den ursprünglichen Zustand des Sees aus seiner Kindheit kannte, beklagte nach einem Besuch im Jahr 1863 die Veränderungen: „Der schönste See im nördlichen Deutschland war vielleicht der Jordansee. ... Guter Wille und wenig Geschmack haben dieses kostbare Stück Natur zerstört.“
Nach dem Zweiten Weltkrieg und dem Übergang der Insel Wolin an Polen erhielt der Jordansee den Namen Gardno. Seit 1960 liegt er im Nationalpark Wolin.